# Cuddalore
Cuddalore – miasto w Indiach, w stanie Tamilnadu, nad Zatoką Bengalską, stolica dystryktu Cuddalore. W 2001 liczyło 158 481 mieszkańców.